# Stade omnisports de Bafoussam (Kouekong)
Le Stade de Bafoussam est un stade omnisport situé à Bafoussam au Cameroun. Construit en 2015, dans le quartier de Kouékong, à environ huit kilomètres du centre urbain, il a une capacité de 20 000 places assises.

## Le stade
| \| 500 km1:18 610 000 \| Olembe (60 000) Ahmadou-Ahidjo(40 000) Japoma (50 000) Roumdé Adjia (25 000) Bafoussam (Kouekong) (20 000) Limbé (20 000) Réunification (39 000) |
| 500 km1:18 610 000 |

| 500 km1:18 610 000 |

| Stades principaux existants  |
| (40 000) Capacités d'accueil |

Projet clé en main, c’est la société chinoise China National Machinery and Equipment Import and Export Corporation (CMEC) qui a réalisé ce stade. L’édifice est construit de manière que les spectateurs n’aient pas de contacts non prévus avec les athlètes. 
Le stade est inauguré le samedi 30 avril 2016 par les autorités camerounaises. Les clôtures, parkings et accès extérieurs du stade n'étant pas encore réalisés.  Il reçoit à l'inauguration son nom officiel et de baptême. Pour rendre cette inauguration populaire, le gouvernement offre des billets gratuits.

### Vue aérienne
Une vue aérienne du stade montre l'éloignement du stade d'avec le centre de Bafoussam.

### Directeur de Stade
Ulrich Brice Tala Fokam est nommé à 29 ans directeur de l'infrastructure. Il est alors le plus jeune directeur de stade construit aux normes conventionnelles dans cette région de l'ouest du Cameroun. Max Kinkeu est le coordinateur du stade de Bafoussam pour le tournoi de la Can 2021.

### Premier match officiel
À côté de l’enjeu de la qualification pour le troisième tour éliminatoire de la Coupe d'Afrique des nations des moins de 20 ans (Zambie 2017), pour l'équipe du Cameroun, le tout premier buteur en match officiel au stade omnisports de Bafoussam est Eric Ayuk.

### Équipements et infrastructures
- Pelouse est en gazon naturel[11]
- Piste d’athlétisme
- Les sièges sont en plastique dans les tribunes
- Le stade est conforme aux nouvelles normes de la FIFA
- La zone de presse réservée aux journalistes avec salles de travail, points multimédias, etc.
- Projecteurs
- Panneaux électroniques
- Écrans géants[12]
- Une zone VIP censée pour les délégations et les hautes personnalités.
- Une  zone est réservée aux organisateurs d’événements
- Une autre pour les athlètes et les responsables qui les accompagnent.
- Chaque zone dispose de ses propres toilettes et ces différentes toilettes - pour hommes et pour dames - correspondent à la capacité d’accueil de la zone.
- L’éclairage de la pelouse est assurée quatre pylônes alimentés.
- Nom: Bafoussam Stadium.
- Lieu: Kouekong (16 km de la ville de Bafoussam).
- Capacité: 20.000 places[13].
- Répartition des sièges: 9 166 sur le stand à l'ouest, 5 794 sièges sur le stand à l'est; 3 157 sur la tribune nord; 1 843 places sur la tribune sud et 40 places pour les personnes handicapées.
- Terrain central: Terrain Standard d'athlétisme de 400m, avec 36,5 m de rayon, 84.39m longues pistes droites et huit voies principales.
- Taille de Pitch: 68 × 105m
- Système d'éclairage: Quatre lampe structure en acier des tours avec 69 lampes et 13 lampes de secours.
- Entrepreneur: China Machinery Engineering Corporation[14].
- Le stade est équipé d'un système de vidéosurveillance avec prise de vue sur le stade principal et ses gradins. Ce système enregistre aussi les images des stades annexes de Kouekong, de Bouda, de Bamendzi, de Bafang et de Bandjoun. L'ensemble de ces caméras est connecté à Yaoundé à la centrale[15].

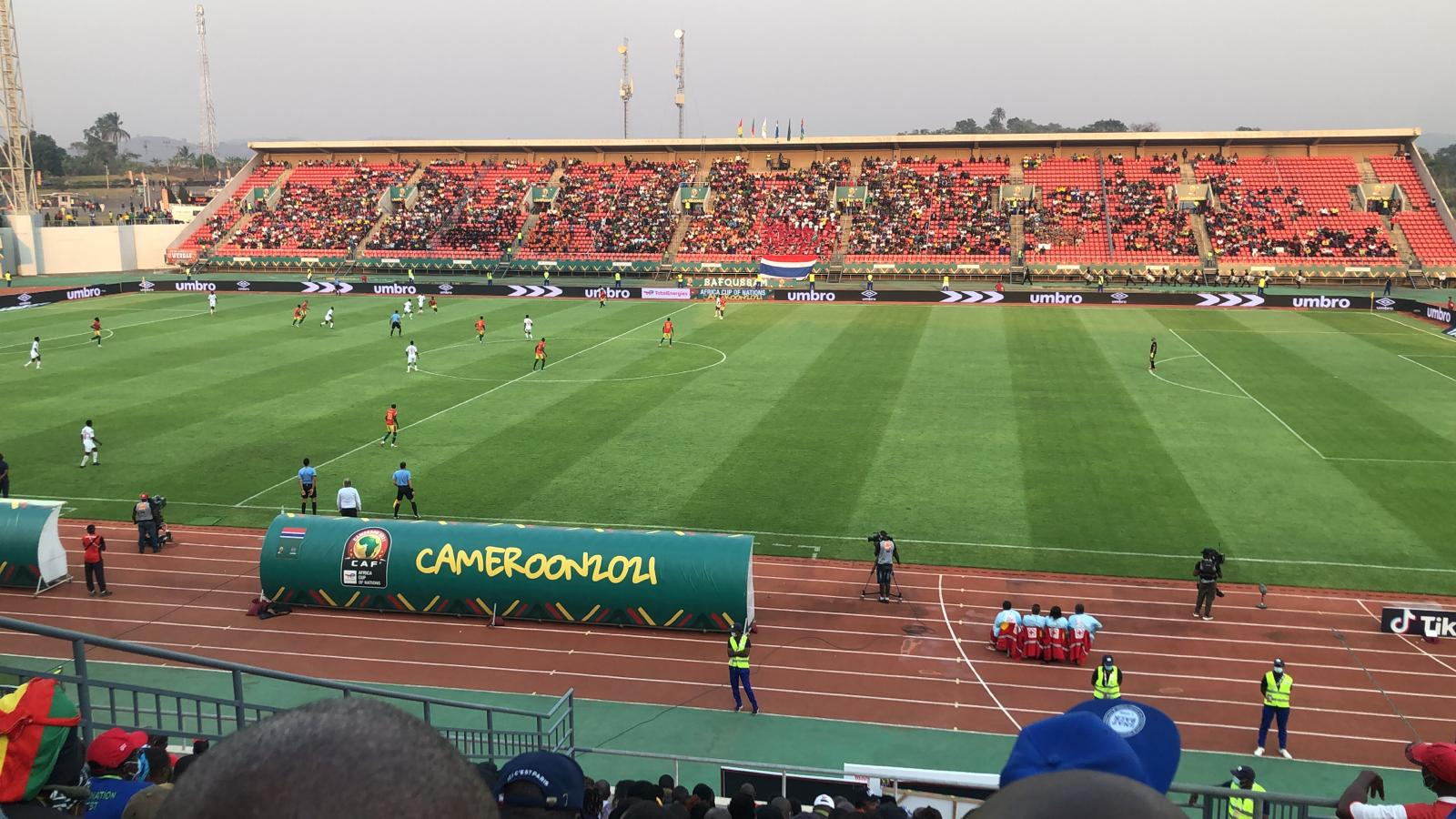